# Тернове (Луганський район)
Тернове́ — село в Україні, у Молодогвардійській міській громаді Луганського району Луганської області. Населення становить 69 осіб.

## Назва
Назва села російськомовна, утворена від найменування чагарнику терен, вибір утворюваного слова мотивований виростання цього чагарнику навколо села.

## Географія
Географічні координати: 48°27' пн. ш. 39°24' сх. д. Часовий пояс — UTC+2. Загальна площа села — 1,012 км².
Село розташоване у східній частині Донбасу за 8 км від селища Хрящувате.

## Історія
Поселення засноване в другій половині XVIII століття капітаном Шевічем, територія заселена вихідцями з Київської, Чернігівської та Полтавської губерній.
У другій половині XIX століття в селі проживало 30 чоловіків і 28 жінок.
Статус села з 1954 року.

## Населення
За даними перепису 2001 року населення села становило 69 осіб, з них 21,74% зазначили рідною мову українську, а 78,26% — російську.

## Економіка
У селі діє сільськогосподарське підприємство ФГ «Тернове».